# Tomasz Domański (historyk)
Tomasz Domański – historyk kieleckiej delegatury Instytutu Pamięci Narodowej, doktor nauk historycznych. Znany jest głównie w związku z naukową i publicystyczną polemiką dotyczącą książki Dalej jest noc. Losy Żydów w wybranych powiatach okupowanej Polski.

## Życiorys
Absolwent Powiatowego Zespółu Szkół w Bodzentynie. Doktor nauk historycznych, Uniwersytet Jana Kochanowskiego w Kielcach, 2007. Pracownik Referatu Badań Historycznych Instytutu Pamięci Narodowej w Krakowie, delegatura w Kielcach. Zastępca redaktora naczelnego pisma Polish-Jewish Studies.

## Polemiki
Tomasz Domański jest autorem 72 stronicowej krytycznej recenzji książki Dalej jest noc. Losy Żydów w wybranych powiatach okupowanej Polski Korekta obrazu?: refleksje źródłoznawcze wokół książki [...] opublikowanej przez Instytutu Pamięci Narodowej. Wszyscy autorzy Dalej jest noc odpowiedzieli własnymi tekstami, stanowczo odrzucając krytykę i oskarżając Domańskiego o niestaranność, stronniczość i pozanaukowe motywacje. Ponadto Jan Grabowski zaatakował Domańskiego na portalu Jewish.pl, na co odpowiedział IPN. W 2020 r. Domański w odpowiedzi napisał kolejną 110 stronicową broszurę Korekty ciąg dalszy także opublikowaną i promowaną przez IPN. Spór był dalej komentowany w mediach. Historyk Krzysztof Persak podał publikacje Domańskiego jako przykład udziału niektórych pracowników IPN w nagonce na autorów książki Dalej jest noc.

## Publikacje
- Postawy społeczno-polityczne duchowieństwa diecezji kieleckiej w latach 1864–1914 (2014)[14]
- Represje niemieckie na wsi kieleckiej 1939-1945 (2011, z Andrzejem Jankowskim)[15]
- I nie widziałem ich więcej wśród żywych, wstęp i oprac. (2013)
- Relacje deportowanych z Kresów Wschodnich w 1940 roku, wstęp, wybór i oprac. (2014)
- Z dziejów Polskiego Państwa Podziemnego na Kielecczyźnie 1939–1945 (2015, red. z Jerzym Gapysem)
- Korekta obrazu? Refleksje źródłoznawcze wokół książki ‘Dalej jest noc’ (2018)
- Policja granatowa w Generalnym Gubernatorstwie w latach 1939–1945 (2019, red. z Edytą Majcher-Ociesa)
- Korekty ciąg dalszy. Odpowiedź redaktorom i współautorom książki ‘Dalej jest noc’ (2020)
- Żydzi i wojsko polskie w XIX i XX wieku (2020, red. z Edytą Majcher-Ociesa)
- Relacje polsko-żydowskie w XX wieku. Badania, kontrowersje, perspektywy (2021, red. z Edytą Majcher-Ociesa)
- Stan badań nad pomocą świadczoną Żydom przez ludność polską w okresie II wojny światowej na okupowanych terenach województwa kieleckiego (2021)[16]

Domański jest też autorem kilku artykułów dotyczących okupacji niemieckiej na terenach polskich i o biskupie Czesławie Kaczmarku, m.in. opracował wraz z D. Kozieł wspomnienia Wokół procesu biskupa kieleckiego Czesława Kaczmarka. Wspomnienia nazaretanki s. Izabelli Machowskiej.